# Taste It
Taste It is een nummer van de Australische rockband INXS uit 1992. Het is de vierde single van hun achtste studioalbum Welcome to Wherever You Are.
Volgens zanger Michael Hutchence gaat het nummer over keuzes maken. "Met alle dingen in het leven hangt het ervan af welk je pad kiest, waar dat pad je naartoe leidt en of het verstandig was om dat pad te nemen of niet". De plaat bereikte de 36e positie in Australië en werd ook een bescheiden hit in het Verenigd Koninkrijk, Zwitserland en Nieuw-Zeeland. In het Nederlandse taalgebied bereikte het nummer de hitparades niet.

## Tracklijst
7"- & cassette single INXS23; INXMC23 Mercury/UK
1. "Taste It" (LP-versie)
2. "Light the Planet"

CD5 maxi single INXCD23 Mercury/UK
1. "Taste It" (LP-versie)
2. "Taste It" (Youth 12" Mix)
3. "Not Enough Time" (Ralphi Rosario Mix)
4. "Light the Planet"

CD5 maxi single INXCB23 Mercury/UK
1. "Taste It" (Youth Acapella Mix)
2. "Suicide Blonde" (Oakenfold Milk Mix)
3. "Disappear" (Morales Mix)
4. "Bitter Tears" (Lorimer 12" Mix)